# Lei do Banimento (Brasil)
A Lei do Banimento foi um decreto do governo provisório que baniu a família imperial do Brasil.

## História
Inicialmente, foi editado o decreto n.º 2, de 16 de novembro de 1889, no qual o governo provisório concedia à família imperial, de uma vez, a quantia de cinco mil contos de réis, para prover a decência da família imperial e para que o imperador se instalasse no estrangeiro. Dom Pedro II rejeitou os cinco mil contos de réis, o que contrariou o governo provisório, que estabeleceu então o decreto n.º 78-A, de 21 de dezembro de 1889, revogando o decreto anterior e banindo Dom Pedro II e a família imperial do território brasileiro, proibindo Dom Pedro II e a família imperial de possuir imóveis no Brasil e estabelecendo o prazo de dois anos para que os imóveis que possuíssem fossem liquidados, extinguindo as dotações de D. Pedro II e da família imperial a partir do dia 15 daquele mês.

## Revogação
No Governo Epitácio Pessoa, os artigos do decreto n.º 78-A, de 21 de dezembro de 1889, que determinavam o banimento de D. Pedro II e da família imperial do território brasileiro e a proibição de possuírem propriedades no país, foram revogados pelo decreto n.º 4 120, de 3 de setembro de 1920.